# Disputa di Gesù con i dottori del Tempio (Veronese)
La Disputa di Gesù con i dottori del Tempio o Cristo tra i dottori del tempio è un dipinto a grande formato del pittore veneto Paolo Veronese realizzato intorno al 1560 e conservato al Museo del Prado di Madrid in Spagna.

## Storia
Per quanto riguarda la storia del dipinto, esso si trova a Padova nel 1648, in Casa Contarini; ma già nel 1686 figura tra le opere che decorano il Real Alcázar di Madrid, forse dopo che Velázquez lo comprò tra il 1649 e il 1651 in occasione del suo secondo viaggio in Italia. Successivamente l'opera viene portata nel Palazzo del Buon Ritiro.

## Descrizione e stile
L'opera rappresenta un soggetto abituale nell'iconografia cristiana, perché illustra l'omonimo passaggio del Vangelo di Luca (Lc 2, 41-50), in cui viene rappresentata Gesù tra i rabbini, o esegeti del giudaismo: si tratta di una disquisizione di tipo teologica con Cristo collocato nella parte superiore del centro assiale della composizione. 
La datazione di questo dipinto è stata molto contestata. Si parla dell'anno 1548 come appare in un libro in primo piano nelle mani del personaggio seduto sulle scale, ma in realtà non sarebbe stato realizzato prima del 1565, data - quest'ultima - postulata dall'esperta Diana Gisolfi Pechukas nel 1976.
È una tipica tela del Veronese raffigurante un episodio di storia Biblica e dove l'artista - come suo solito - predilige grandi composizioni e numerosi personaggi, integrati in architetture monumentali, come accade - ad esempio - nella sua Convito in casa di Levi o in le Nozze di Cana. In Disputa di Gesù con i dottori del Tempio si arriva a contare fino a venticinque figure umane in diverse pose e prospettive, vestite con abiti ricchi e che permettono al Veronese di sfoggiare un certo vanto tecnico grazie ad una grande varietà cromatica. Negli ultimi piani appaiono Giuseppe e Maria, mentre cercano, accompagnati dalla gente comune, il loro figliuolo. Si nota, infine, anche la maestria nell'espressione gestuale dei personaggi. 
Per quanto riguarda l'anatomia delle figure, essa proviene da uno studio approfondito della statuaria classica. 
Tutto questo sotto un quadro architettonico, il quale richiama lo stile di Andrea Palladio, il che è uno degli argomenti invocati per ritardare la sua data di creazione, dal momento che i progetti utilizzati in queste architetture non potevano essere precedenti al 1556 A.D., anno in cui apparvero in un'edizione del trattato di Vitruvio.
Il Veronese segue in questo lavoro le caratteristiche tipiche della pittura veneta, in primis attraverso la preoccupazione per il trattamento della luce e l'armonia dei colori. L'illuminazione contrasta con gli effetti atmosferici e la grande varietà cromatica generale. 
Il capo dell'assemblea può essere rappresentato da uno dei saggi barbuti, il quale ascolta Gesù e indossa l'abito da cavaliere nero dell'Ordine del Santo Sepolcro e tiene un bastone da pellegrinaggio; tale realizzazione pittorica potrebbe indicare che sia stata commissionata come ricordo di un pellegrinaggio fatto a Gerusalemme.